# Prosopocoilus yangi
Prosopocoilus yangi là một loài bọ cánh cứng trong họ Lucanidae. Loài này được Fukinuki mô tả khoa học năm 2004.